# Dolní Nětčice
Dolní Nětčice é uma comuna checa localizada na região de Olomouc, distrito de Přerov.